# Antoni Amatller
Antoni Amatller Costa (Barcelone, 1851 - id., 1910) est un industriel, maître chocolatier, photographe et collectionneur d'art espagnol.

## Biographie
Originaire d'une famille de chocolatiers depuis 1797, Antoni Amattler se forma au métier de maître chocolatier en Belgique et en Suisse.
Parallèlement à son activité d'industriel, il devint collectionneur et photographe dès sa jeunesse. il fit partie de l'Association belge de photographie à Bruxelles. Grand voyageur, ses photographies sont constituées essentiellement de reportages en Europe, Afrique du Nord et au Moyen-Orient.
Sa collection de verres est l'un des plus importants ensembles privés.
Sa résidence, la casa Amatller, située dans le Passeig de Gràcia, est un joyau de l'Art nouveau espagnol. Elle est le siège de l'Instituto Amatller de Arte Hispánico, créé par sa fille, qui héberge une grande partie des collections d'Antoni Amattler ainsi que son fonds photographique.

## Référence
- (es) Cet article est partiellement ou en totalité issu de l’article de Wikipédia en espagnol intitulé « Antoni Amatller » (voir la liste des auteurs).